# Zoila Martínez
Zoila V. Martínez Guante es una abogada, fiscal y diplomática de República Dominicana.
Martínez Guante se graduó como Juris Doctor en 1967.
Martínez fue procuradora fiscal del Distrito Nacional, y embajadora en la República de Corea (Corea del Sur). Como fiscal, formó parte del equipo de investigación que indagó el asesinato de José Rafael Llenas Aybar en 1996. Fue Defensora del pueblo de República Dominicana desde el 29 de mayo de 2013 hasta el 14 de junio de 2021 cuando fue sucedida por Pablo Ulloa.
Martínez ha sido condecorada por la República de Corea con la Medalla Gwanghwa de la Orden al Mérito en el Servicio Diplomático, y por su propio país con la Orden al Mérito de Duarte, Sánchez y Mella Gran Cruz con Estrella de Plata en el Pecho.